# Al-Ukajriszi
Al-Ukajriszi (arab. العكيرشي) – miejscowość w Syrii, w muhafazie Ar-Rakka. W 2004 roku liczyła 4304 mieszkańców.